# S-54 (航空機)

S-54

S-54(С-54エース・ピヂスャート・チトィーリェ)は、ロシアのスホーイが開発している、KAI T-50やEADS マコなどと同系の新世代高等練習機。潜在的な顧客として南アフリカやインド等に対して提案されたが、現在は計画の進展は中断している。S-54は輸出用として設計されたS-55軽戦闘機や輸送能力を備えるS-56軽戦闘機が提案される。外観はSu-27やSu-30に似ているがそれらは2基のリューリカ＝サトゥールン AL-31エンジンを搭載するのに対してS-54は単発機である。

## 概要
1980年代末に、老朽化したL-39ジェット練習機の更新の為に東側の次期標準高等練習機として計画されたが、ミコヤン設計局のMiG-ATとヤコヴレフ設計局のYak-130との競争試作となった。L-39の原型のL-29はワルシャワ条約機構に加盟する各国でYak-30やTS-11に競り勝ち、1961年に選択され、練習機として幅広く使用された。1974年にイーウチェンコAI-25を動力とする大幅に改良されたL-39に更新された。1990年よりソビエト連邦は約1,000機のL-39を運用中だったが新生のチェコ共和国は予備部品の供給の先行きは不透明だった。
当時ソビエト空軍の最高司令官であったYefimov元帥は1990年、上記の問題に関して声明を発表した。1990年6月25日、Uchebno-Trenirovochnyi Samolyot (UTS)計画の為の最初の公式RFP文書が発行された。4社から ミコヤン MiG-AT、ヤコブレフ Yak-130 (この当時はYak-UTSとして知られていた)、ミャスィーシチェフ M-200とS-54の設計案が出された。これらの設計の大半は扱いやすく、廉価で運用出来る典型的な練習機で全て本質的に新設計だった。スホーイは異なるアプローチを決め、練習機よりは戦闘機に近い真の高性能設計を開発した。航空力学的に先進的で飛行制御は先進的な戦闘機の大半が採用している技術を取り入れたものでこれまでの練習機から戦闘機への転換においての段差を縮小した。スホーイ社はSu-27の改良型で培った多くの経験を取り入れ、新型の練習機にこの設計を多く使用する事を選んだ。1基のAL-31または2基のより小型のエンジンの搭載が検討され、単発機の仕様が支持された。
当時の設計案はSu-33の操縦席後部の胴体のプラグが取り除かれ当時の先進的な練習機の胴体断面に似た設計だった。最初の設計検討では1992年に改良され、強化された。1996年にファーンボロー国際航空ショーで公表された新型では機体は約25%延長された。
Su-30を縮小したような機体形状のS-54は他の2機と比べてさらに上をいく性能･装備を有していたが、そのために機体のコストも上昇した。また、この種の高等練習機に超音速性能は不用というのが最近の既存認識であり、不要な性能で高価なS-54は1992年の選定では脱落してしまうが、その後スホーイは自社費用で開発を継続して世界市場で売り込みを図っている。

## 派生型
S-55
1995年発表。LFS計画の候補機に提案された、S-54の軽戦闘機型。
S-56
1999年発表。艦載機型。LFS計画中止後はインド海軍軽空母の艦上機向けに提案されていた。

## スペック
- 全長:15.30m
- 全幅:11.23m
- 全高:4.70m
- 最大速度:マッハ1.55
- 航続距離:3,000km
- 実用上昇限度:18,000m
- エンジン:ソユーズ（ロシア語版）R-195PF（推力 6,200kg）一基
- 乗員:2名